# Direction centrale de la sécurité de l'armée
La direction centrale de la sécurité de l'armée (DCSA) est une direction du ministère algérien de la Défense nationale responsable du renseignement militaire et d'intérêt militaire pour l'ensemble des forces armées algériennes. La DCSA est chargée du recueil de l'information, de son analyse et de la diffusion du renseignement vers les forces armées, les forces en opérations et les organismes centraux de la défense.

## Histoire
Historiquement, la Direction centrale de la sécurité de l'armée (DCSA) était un service de sécurité rattaché au Département du renseignement et de la sécurité (DRS). 
Depuis 2013, la Direction centrale de la sécurité de l'armée a été rattachée au ministère de la Défense nationale sur décision du président de la République.

## Directeurs
- Colonel Mohamed Betchine (1987-1988)
- Colonel Mohamed Mediène (1988-1990)
- Général Kamel Abderahmane (1990-1995)
- Général-major M’henna Djebbar (1995-2013)
- Général-major Mohamed Tirèche (2013-2018)[1]
- Général-major Othmane Belmiloud (2018-2018)
- Général Sid-Ali ould zemirli (2018-2019)
- Général Abdelwahab Babouri (2019)
- Général Boubekeur Nabil (2019)
- Général major Mohamed Kaidi (2019)
- Général-major Sid Ali Ould Zemirli (mars 2020 - 11 septembre 2022)
- Général Abdelaziz Nouiouet Chouiter (11 septembre 2022 11 mars 2023)[2]
- Général Mahrez Djeribi (depuis le 11 mars 2023, en intérim)[3],[4]